# Cantonul Fougères-Sud
Cantonul Fougères-Sud este un canton din arondismentul Fougères-Vitré, departamentul Ille-et-Vilaine, regiunea Bretania, Franța.

## Comune
- Billé
- Combourtillé
- Dompierre-du-Chemin
- Fougères (parțial, reședință)
- Javené
- Lécousse
- Parcé
- Romagné
- Saint-Sauveur-des-Landes